# Heavy Cross
«Heavy Cross» —en español: «Cruz pesada»— es una canción de la banda estadounidense de indie rock Gossip. Se lanzó el 28 de abril de 2009 como el primer sencillo de su cuarto álbum de estudio Music for Men. Beth Ditto explicó a la revista NME que la canción trata sobre "el proceso de la creación, y de las dificultades del mismo"
La canción se ha convertido en el mayor éxito internacional de la banda, ingresando en los primeros diez en varias listas de Europa. Particularmente con un enorme éxito comercial en Alemania, alcanzando la segunda ubicación llegando a vender 450 000 copias. Hasta enero de 2012, se mantuvo durante 97 semanas en las listas alemanas sin lograr alcanzar el primer lugar, convirtiéndose en uno de los sencillos de mayor permanencia de todos los tiempos.
En 2011, la canción fue utilizada en un anuncio del perfume J'adore de Dior, protagonizada por la actriz Charlize Theron.

## Video musical
El video musical fue dirigido por Price James y fue estrenado por Perez Hilton, el 12 de junio de 2009. El vídeo gira principalmente en torno a la banda, pretendiendo interpretar la canción en un ambiente completamente oscuro, casi místico-tribal, donde la cantante Beth Ditto viste diferentes atuendos a medida que transcurre el clip, uno de ellos parece representar una túnica maya, y aparece con un anillo de oro en su dedo meñique.

## Lista de canciones
| Estados Unidos - Sencillo en CD |                               |          |  |
| N.º                             | Título                        | Duración |  |
| 1.                              | «Heavy Cross» (Radio Edit)    | 3:42     |  |
| 2.                              | «Heavy Cross» (Álbum Versión) | 4:02     |  |

| Heavy Cross (Fred Falke Remixes) Estados Unidos - Sencillo en CD |                                         |          |  |
| N.º                                                              | Título                                  | Duración |  |
| 1.                                                               | «Heavy Cross» (Fred Falke Remix)        | 8:09     |  |
| 2.                                                               | «Heavy Cross» (Fred Falke Radio Edit)   | 3:49     |  |
| 3.                                                               | «Heavy Cross» (Fred Falke Instrumental) | 8:05     |  |

| Heavy Cross (Burns Remixes) Reino Unido - Sencillo en CD |                                           |          |  |
| N.º                                                      | Título                                    | Duración |  |
| 1.                                                       | «Heavy Cross» (Burns Remix – Short Intro) | 6:53     |  |
| 2.                                                       | «Heavy Cross» (Burns Remix – Full)        | 7:37     |  |

## Posicionamiento en listas y certificaciones
| Lista (2009–12)                      | Mejor posición |
| ------------------------------------ | -------------- |
| Alemania (Media Control AG)          | 2              |
| Australia (ARIA)                     | 7              |
| Austria (Ö3 Austria Top 40)          | 4              |
| Bélgica (Flandes) (Ultratop 50)      | 4              |
| Bélgica (Valonia) (Ultratop 50)      | 3              |
| República Checa (Rádio Top 100)      | 63             |
| España (Top 100 Canciones)           | 16             |
| Estados Unidos (Hot Dance Club Play) | 8              |
| European Hot 100                     | 6              |
| Francia (SNEP)                       | 23             |
| Grecia (Greece Digital Songs)        | 2              |
| Irlanda (IRMA)                       | 28             |
| Israel (Media Forest)                | 7              |
| Italia (FIMI)                        | 4              |
| México (Mexico Ingles Airplay)       | 13             |
| Nueva Zelanda (Recorded Music NZ)    | 12             |
| Países Bajos (Dutch Top 40)          | 28             |
| Portugal (Singles Top 50)            | 24             |
| Reino Unido (UK Singles Chart)       | 37             |
| Suiza (Schweizer Hitparade)          | 2              |

| País      | Lista (2009)             | Posición |
| --------- | ------------------------ | -------- |
| Alemania  | German Singles Chart     | 8        |
| Australia | Australian Singles Chart | 48       |
| Austria   | Austrian Singles Chart   | 14       |
| Bélgica   | Ultratop flamenca        | 9        |
| Bélgica   | Ultratop valona          | 16       |
| Italia    | Italian Singles Chart    | 23       |
| Suiza     | Swiss Singles Chart      | 9        |
| País      | Lista (2010)             | Posición |
| Alemania  | German Singles Chart     | 26       |
| Austria   | Austrian Singles Chart   | 24       |
| Europa    | European Hot 100 Singles | 44       |
| Suiza     | Swiss Singles Chart      | 21       |

| País     | Lista (2000–2009)    | Posición |
| -------- | -------------------- | -------- |
| Alemania | German Singles Chart | 33       |

### Certificaciones
| País          | Proveedor    | Certificación | Ventas  | Ref.   |
| ------------- | ------------ | ------------- | ------- | ------ |
| Alemania      | BVMI         | 3× Oro        | 450 000 | [ 41 ] |
| Australia     | ARIA         | Platino       | 70 000  | [ 42 ] |
| Austria       | IFPI Austria | Platino       | 30 000  | [ 43 ] |
| Bélgica       | BEA          | Platino       | 30 000  | [ 44 ] |
| Italia        | FIMI         | Platino       | 30 000  | [ 45 ] |
| Nueva Zelanda | RMNZ         | Oro           | 7 500   | [ 46 ] |
| Reino Unido   | BPI          | Plata         | 200 000 | [ 47 ] |
| Suiza         | IFPI Suiza   | Platino       | 30 000  | [ 48 ] |